# وانت شوکا
شوکا که با نام وانت ال‌ایکس زامیاد هم شناخته می‌شود وانتی از شرکت زامیاد بود که قرار بود جایگزین نیسان جونیور شود، که با استقبال خوبی از سوی مردم مواجه نشد. این وانت از قوای محرکه و شاسی یکسانی با نیسان جونیور برخوردار است و در طراحی آن به‌خصوص دماغه و داشبورد از نسل سوم ایسوزو فستر الگوبرداری شده است.
تولید این وانت در سال ۹۲ متوقف شد و وانت پادرا با طراحی الگو گرفته از ایسوزو دی-مکس جایگزین آن شد.